# Indianapolis Grand Prix 1954
Indianapolis Grand Prix 1954 var Indianapolis 500-loppet 1954 och det andra av nio lopp ingående i formel 1-VM 1954. 

## Resultat
- 1 Bill Vukovich, Howard Keck Co (Kurtis Kraft-Offenhauser), 8 poäng
- 2 Jimmy Bryan, A E Dean (Kuzma-Offenhauser), 6
- 3 Jack McGrath, Jack B Hinkle (Kurtis Kraft-Offenhauser), 4+1
- 4 Troy Ruttman, Eugene A Casaroll (Kurtis Kraft-Offenhauser)[1], 1½
- = Duane Carter, Eugene A Casaroll (Kurtis Kraft-Offenhauser)[1], 1½
- 5 Mike Nazaruk, Lee Elkins (Kurtis Kraft-Offenhauser), 2
- 6 Fred Agabashian, Miklos Sperling (Kurtis Kraft-Offenhauser)
- 7 Don Freeland, Bob Estes (Phillips-Offenhauser)
- 8 Paul Russo, Hoosier Racing Team (Kurtis Kraft-Offenhauser)[2]
- = Jerry Hoyt, Hoosier Racing Team (Kurtis Kraft-Offenhauser)[2]
- 9 Larry Crockett, Federal Auto Associates (Kurtis Kraft-Offenhauser)
- 10 Cal Niday, Jim Robbins (Stevens-Offenhauser)
- 11 Art Cross, Ed Walsh (Kurtis Kraft-Offenhauser)[3]
- = Jimmy Davies, Ed Walsh (Kurtis Kraft-Offenhauser)[3]
- = Johnnie Parsons, Ed Walsh (Kurtis Kraft-Offenhauser)[3]
- = Andy Linden, Ed Walsh (Kurtis Kraft-Offenhauser)[3]
- = Sam Hanks, Ed Walsh (Kurtis Kraft-Offenhauser)[3]
- 12 Chuck Stevenson, J C Agajanian (Kuzma-Offenhauser)[4]
- = Walt Faulkner, J C Agajanian (Kuzma-Offenhauser)[4]
- 13 Manny Ayulo, Peter Schmidt (Kuzma-Offenhauser)
- 14 Bob Sweikert, Francis Bardazon (Kurtis Kraft-Offenhauser)
- 15 Duane Carter, Eugene A Casaroll (Kurtis Kraft-Offenhauser)[5]
- = Jimmy Jackson, Eugene A Casaroll (Kurtis Kraft-Offenhauser)[5]
- = Tony Bettenhausen, Eugene A Casaroll (Kurtis Kraft-Offenhauser)[5]
- = Marshall Teague, Eugene A Casaroll (Kurtis Kraft-Offenhauser)[5]
- 16 Ernie McCoy, Ray Crawford (Kurtis Kraft-Offenhauser)
- 17 Jimmy Reece, Emmett J Malloy (Pankratz-Offenhauser)
- 18 Ed Elisian, H A Chapman (Stevens-Offenhauser)[6]
- = Bob Scott, H A Chapman (Stevens-Offenhauser)[6]
- 19 Frank Armi, T W & W T Martin (Kurtis Kraft-Offenhauser)[7]
- = George Fonder, T W & W T Martin (Kurtis Kraft-Offenhauser)[7]

### Förare som bröt loppet
- Sam Hanks, Ed Walsh (Kurtis Kraft-Offenhauser)[8]
- Jimmy Davies, Ed Walsh (Kurtis Kraft-Offenhauser)[8]
- Jim Rathmann, Ed Walsh (Kurtis Kraft-Offenhauser)[8] (varv 191, snurrade av)
- Pat O'Connor, Motor Racers Inc (Kurtis Kraft-Offenhauser) (181, snurrade av)
- Rodger Ward, R N Sabourin (Pawl-Offenhauser)[9]
- Eddie Johnson, R N Sabourin (Pawl-Offenhauser)[9] (172, bröt)
- Gene Hartley, John Zink (Kurtis Kraft-Offenhauser)[10]
- Marshall Teague, John Zink (Kurtis Kraft-Offenhauser)[10] (168, koppling)
- Andy Linden, Brown Motor Co (Schroeder-Offenhauser)[11]
- Bob Scott, Brown Motor Co (Schroeder-Offenhauser)[11] (165, upphängning)
- Johnny Thomson, H A Chapman (Nichels-Offenhauser)[12]
- Andy Linden, H A Chapman (Nichels-Offenhauser)[12]
- Bill Homeier, H A Chapman (Nichels-Offenhauser)[12] (165, bröt)
- Jerry Hoyt, Murrell Belanger (Kurtis Kraft-Offenhauser) (130, motor)
- Jimmy Daywalt, Chapman S Root (Kurtis Kraft-Offenhauser) (111, olycka)
- Jim Rathmann, Ed Walsh (Kurtis Kraft-Offenhauser)[13]
- Pat Flaherty, Ed Walsh (Kurtis Kraft-Offenhauser)[13] (110, olycka)
- Tony Bettenhausen, Mel B Wiggers (Kurtis Kraft-Offenhauser) (105, hjullager)
- Spider Webb, Bruce Bromme (Bromme-Offenhauser)[14]
- Danny Kladis, Bruce Bromme (Bromme-Offenhauser)[14] (varv 104, bränslepump)
- Len Duncan, Ray T Brady (Schroeder-Offenhauser)[15]
- George Fonder, Ray T Brady (Schroeder-Offenhauser)[15] (101, bromsar)
- Johnnie Parsons, South California Muffler Co (Kurtis Kraft-Offenhauser) (79, motor)
- Bill Homeier, Cars Inc (Kurtis Kraft-Offenhauser) (74, olycka)